# Brahmina donckieri
Brahmina donckieri är en skalbaggsart som beskrevs av Brenske 1892. Brahmina donckieri ingår i släktet Brahmina och familjen Melolonthidae. Inga underarter finns listade.